# Albert Friedrich von Brandenburg
Albrecht Friedrich von Brandenburg (* 29. April 1582 in Halle; † 13. Dezember 1600 in Cölln) war Markgraf von Brandenburg. Er war Sohn des Kurfürsten Joachim Friedrich und der Kurfürstin Katharina von Brandenburg-Küstrin.
Am 29. Dezember 1600 wurde er in der Hohenzollern-Gruft im Berliner Dom beigesetzt.